# أدريان كلاركسون
أدريان كلاركسون (بالصينية: 伍冰枝 )‏ (و. 1939  م) هي صحفية، وروائية، وكاتبة سير ذاتية، وعالمة موسيقى، وكاتِبة، وسياسية من كندا، وهونغ كونغ البريطانية، ولدت في هونغ كونغ البريطانية.

## مناصب
تولت منصب حاكم عام كندا (7 أكتوبر 1999–27 سبتمبر 2005).

## التعليم
تعلمت في كلية الثالوث ‏، وجامعة باريس.

## جوائز
حصلت على جوائز منها:
- شريك وسام كندا
- ميدالية اليوبيل الذهبي للملكة إليزابيث الثانية [الإنجليزية]‏
- وسام الملكة إليزابيث الثانية لليوبيل الماسي
- الدكتوراة الفخرية من جامعة لافال[5]
- وسام القديس يوحنا
- وسام الصداقة الروسي
- وسام الاستحقاق العسكري [الإنجليزية]‏
- جائزة أفضل 25 مهاجرا كنديا.

## وصلات خارجية
- أدريان كلاركسون على موقع IMDb (الإنجليزية)
- أدريان كلاركسون على موقع الموسوعة البريطانية (الإنجليزية)
- أدريان كلاركسون على موقع قاعدة بيانات الفيلم (الإنجليزية)
- أدريان كلاركسون في قاعدة بيانات الأفلام على الإنترنت